# Robert Mulka

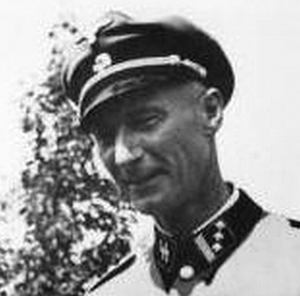
Robert Mulka als SS-Obersturmführer

Robert Karl Ludwig Mulka (* 12. April 1895 in Hamburg; † 26. April 1969 ebenda) war ein deutscher SS-Hauptsturmführer. Er wirkte als Adjutant des Lagerkommandanten Rudolf Höß maßgeblich an der Ermordung von Menschen im KZ Auschwitz mit.

## Leben
Robert Mulka war der Sohn eines Postassistenten. Er schloss 1911 in Hamburg die Realschule ab und absolvierte anschließend eine Ausbildung zum Exportkaufmann bei Arndt und Cohn.
Als Freiwilliger nahm er ab August 1914 an verschiedenen Schauplätzen am Ersten Weltkrieg als Soldat teil, wo er bis zum Leutnant der Reserve aufstieg. Nach dem Krieg gehörte er bis 1920 der Baltischen Landeswehr an und wurde während des Lettischen Unabhängigkeitskrieges im Baltikum eingesetzt.
Er kehrte anschließend nach Hamburg zurück und arbeitete zwischenzeitlich wieder in seiner Ausbildungsfirma, bis er sich 1931 selbständig machte. Zwischen 1928 und 1934 war er Mitglied beim Stahlhelm, Bund der Frontsoldaten. Des Weiteren gehörte er dem Nationalverband Deutscher Offiziere und dem Deutschen Fichtebund an. Er war seit 1920 verheiratet und wurde Vater zweier Söhne, darunter der Segler Rolf, und einer Tochter.
1935 trat er in die Reichswehr ein, wo er bis zum Oberleutnant der Reserve aufstieg. Aufgrund einer achtmonatigen Haftstrafe wegen Hehlerei im Jahr 1920, die er verschwiegen hatte, wurde er aus der Wehrmacht ausgeschlossen. Zum 1. Februar 1940 trat er der NSDAP bei (Mitgliedsnummer 7.848.085).

### Zweiter Weltkrieg
Da seine Bemühungen, wieder als Offizier in die Wehrmacht aufgenommen zu werden, scheiterten, bewarb er sich 1941 erfolgreich bei der Waffen-SS. Zunächst im Rang eines SS-Obersturmführers, stieg er am 4. August 1942 zum SS-Hauptsturmführer auf. Nach kurzem Fronteinsatz als Kompanieführer einer Pioniereinheit wurde er krankheitsbedingt, noch garnisonsverwendungsfähig, in das KZ Auschwitz I versetzt.
Im Lager war er Kompanieführer des Wachsturmbanns, von Juni 1942 bis März 1943 dann Adjutant des Lagerkommandanten Rudolf Höß, der auch das Vernichtungslager KZ Auschwitz-Birkenau befehligte. Dabei war Mulka für Beschaffung und Transport des Giftgases Zyklon B nach Auschwitz und den Transport von Gefangenen in die Gaskammern verantwortlich. Nachweisbar gab er bei mindestens vier Transporten die Einsatzbefehle für Mordaktionen und war mindestens einige Male bei den „Selektionen“ auf der Rampe zugegen.
Nach einer Denunziation – Mulka soll sich abfällig über Goebbels geäußert haben – wurde er kurzzeitig inhaftiert. Ein gegen ihn eingeleitetes Verfahren nach dem Heimtückegesetz wurde Anfang 1944 jedoch eingestellt. Nach Unterlagen aus der NS-Zeit war er bis zum 19. Januar 1944 dem SS-Wirtschafts- und Verwaltungshauptamt (Amtsgruppe D – Konzentrationslager) zugeteilt und anschließend bis Ende August 1944 dem SS-Personalhauptamt. Von Anfang September 1944 bis zum 19. Januar 1945 soll er bei der SS-Schule Rajsko tätig gewesen sein und danach bei dem SS-Pionier- und Ausbildungsersatzbataillon in Dresden. Mulka selbst gab später an, dass er sich nach Einleitung des Ermittlungsverfahrens gegen ihn zunächst für mehrere Wochen in einem SS-Lazarett in Berlin-Lichterfelde aufgehalten habe. Er sei vom Dienst suspendiert und nach Hamburg beurlaubt worden. Zu einem unbekannten Zeitpunkt nach den Bombenangriffen auf Hamburg soll er sich dem Höheren SS- und Polizeiführer Nordsee Georg-Henning Graf von Bassewitz-Behr zur Verfügung gestellt haben und bei einer SS-Pionierschule eingesetzt worden sein, bis er Anfang Januar 1945 krankheitsbedingt nach Hamburg beurlaubt wurde. Bei Kriegsende hielt er sich in Hamburg auf.
Nach Kriegsende wurde er im Juni 1945 festgenommen und aufgrund seiner Zugehörigkeit zu einer verbrecherischen Organisation, der SS, in mehreren Internierungslagern festgehalten. Ende März 1948 wurde er aus der britischen Internierung entlassen. Nach einem Spruchkammerverfahren in Hamburg-Bergedorf wurde er zu anderthalb Jahren Haft verurteilt, jedoch nach einem Revisionsverfahren als „entlastet“ entnazifiziert. Danach nahm er seine Tätigkeit als Exportkaufmann in Hamburg wieder auf.

### Verhaftung und Verurteilung im 1. Auschwitzprozess

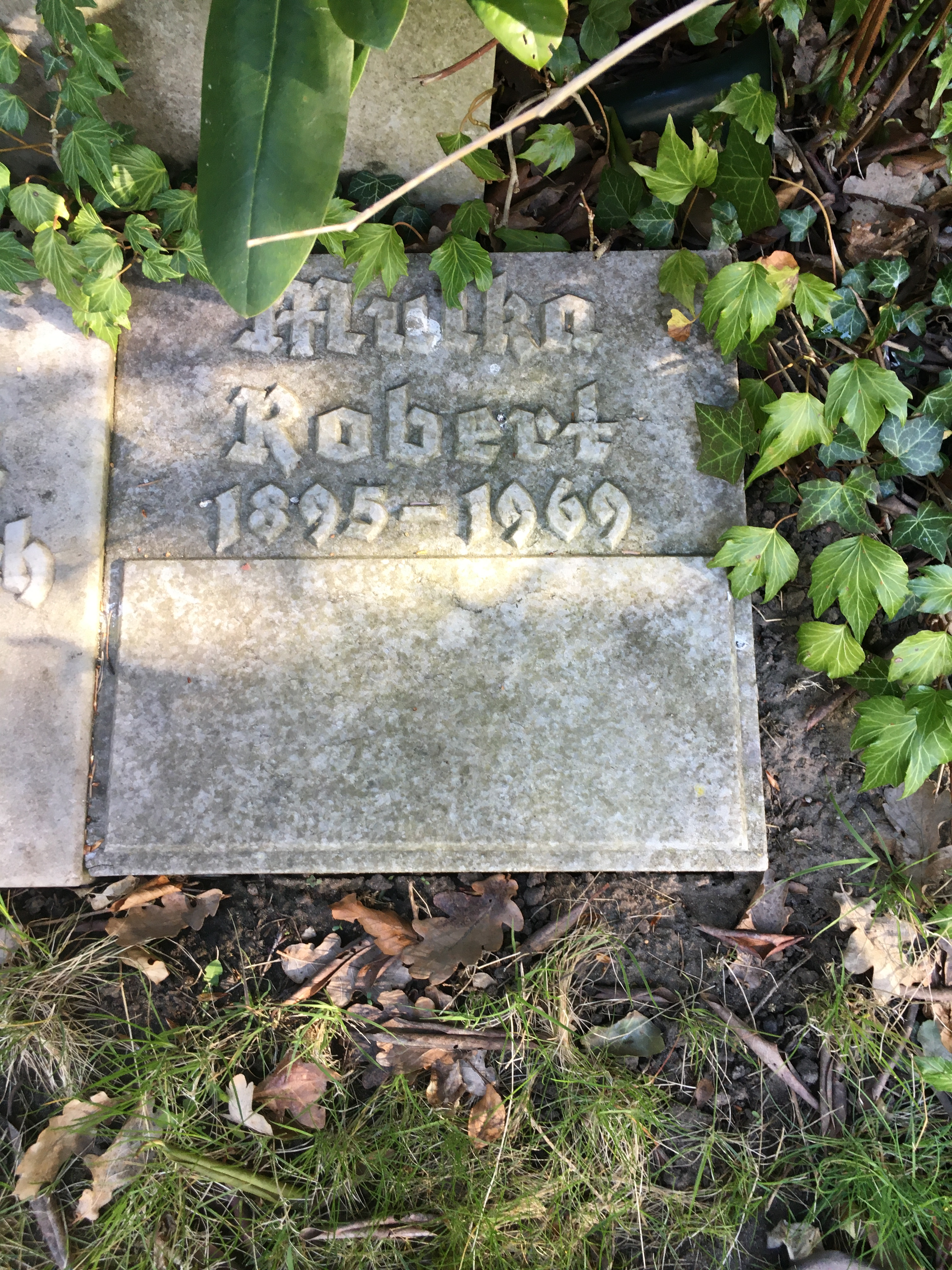
Mulkas Grab

Als bundesdeutsche Justizbehörden ab Ende der 1950er Jahre Ermittlungen zu den in Auschwitz verübten Verbrechen aufnahmen, gehörte Mulka bald zu den Hauptverdächtigen. Im November 1960 wurde er verhaftet, als sein bis dahin unbekannter Aufenthaltsort zufällig ermittelt werden konnte. Sein Sohn Rolf Mulka hatte als Segler bei den Olympischen Spielen 1960 eine Medaille gewonnen, was einen Frankfurter Staatsanwalt hellhörig machte. Ab März 1961 wurde ihm Haftverschonung gewährt. Die Verhandlung gegen ihn und (zunächst) 21 andere Mitglieder der Wachmannschaften des KZ Auschwitz, der sogenannte 1. Auschwitzprozess („Strafsache gegen Mulka und andere“, Az. 4 Ks 2/63), begann am 20. Dezember 1963 vor dem Frankfurter Schwurgericht. Den in den Prozess-Vorbereitungen tätigen Staatsanwalt Joachim Kügler, der auch Sachbearbeiter im Ermittlungsverfahren gegen den KZ-Arzt Josef Mengele war und 1965 nach Ende des Prozesses aus dem hessischen Justizdienst ausschied, zeigte Mulka wegen Beleidigung an, weil er von ihm als „Angehöriger eines uniformierten Mordkommandos“ bezeichnet worden war. Vor Gericht behauptete Mulka, von den Vergasungen in dem Lager nichts gewusst und erfahren zu haben. Nach 183 Verhandlungstagen wurden am 19. und 20. August 1965 die Urteile verkündet. Mulka wurde wegen „gemeinschaftlicher Beihilfe zum gemeinschaftlichen Mord in mindestens vier Fällen an mindestens je 750 Menschen“ zu 14 Jahren Zuchthaus verurteilt.
Für die rechtliche Beurteilung musste das Gericht entscheiden, ob der Angeklagte als Täter, also mit Vorsatz in Bezug auf die Haupttat, oder als Gehilfe gehandelt hatte. Mulka wurde nur als Gehilfe verurteilt, weil das Gericht den Täterwillen nicht einwandfrei nachweisen zu können glaubte. Im Urteil hieß es dazu:

„Bei Abwägung all dieser Gesichtspunkte bleibt zwar ein erheblicher Verdacht, daß der Angeklagte Mulka als Adjutant die Massentötung der Juden innerlich bejaht und sie bereitwillig unterstützt, somit mit Täterwillen gehandelt hat; letzte Zweifel lassen sich jedoch nicht ausräumen, dass er mehr aus einer Befehlsergebenheit und falsch verstandenen ‚Pflichtauffassung‘ heraus für die reibungslose Durchführung der Vernichtungsaktionen besorgt war, somit nur die Taten der Haupttäter fördern und unterstützen wollte.“

Mulka überlebte in der Strafanstalt Kassel einen Suizidversuch. 1966 wurde er wegen Haftunfähigkeit vorzeitig entlassen.

## Ausstellung
- Auschwitz-Prozess 4 Ks 2/63 Frankfurt/M („Strafsache gegen Mulka und andere“) Ausstellung des Fritz Bauer Instituts